# Klaus Zöll
Klaus Zöll (* 1. Mai 1944) ist ein ehemaliger deutscher Handballspieler und Handballtrainer.

## Werdegang und Erfolge
Als Spieler stand Zöll mit dem TV Großwallstadt 1967 im Endspiel um die deutsche Meisterschaft im Feldhandball. Die Mannschaft verlor vor 26.000 Zuschauern im Stadion am Bieberer Berg gegen TSV Grün-Weiß Dankersen. 1974 stand er mit dem SV 1946 Crumstadt wieder im Finalspiel, ebenfalls um die deutsche Meisterschaft im Feldhandball. Er warf zwei Tore und wurde nach der 16:14-Niederlage wieder Vizemeister.
Danach wurde Klaus Zöll Trainer. 1976 übernahm er den TV Großwallstadt. Er war Nachfolger von Norbert Anthes. Gleich im ersten Jahr seiner Tätigkeit wurde die Mannschaft nach einem 12:11-Sieg gegen den VfL Gummersbach 1978 Deutscher Meister. Diesen Erfolg konnte er in der nächsten Saison wiederholen. Krönender Saisonabschluss war jedoch der Gewinn des Europapokals der Landesmeister (heute: EHF Champions League) gegen den SC Empor Rostock. Nach diesem Erfolg gab Zöll das Traineramt in Großwallstadt auf. Sein Nachfolger wurde für eine Spielzeit Rüdiger-Felix Schmacke. Danach übernahm Zöll wieder die Mannschaft und holte in der Saison 1980/81 erneut die deutsche Meisterschaft. 1983 zog er sich wieder zurück. Sein Nachfolger wurde Karl-Heinz Bergsträßer. Nachdem der TV Großwallstadt am 9. März 1985 gegen den Tabellenletzten SG Weiche-Handewitt (heute: SG Flensburg-Handewitt) in einem Bundesligaspiel verlor, wurde Bergsträßer der Rücktritt nahegelegt und Zöll übernahm bis zum Saisonende wieder die Mannschaft. Sein Nachfolger wurde Jiří Vícha.
Von 1989 bis 1991 war Klaus Zöll Vizepräsident des Deutschen Handballbundes. Er ist Mitglied der Geschäftsführung des Joachim-Deckarm-Ausschusses.